# Chiesa di San Frediano (Marciana)
La chiesa di San Frediano è un edificio di culto del XII secolo nel territorio comunale di Marciana, all'Isola d'Elba.
Si tratta di un piccolo edificio in stile romanico, i cui ruderi si trovano presso Il Troppolo, nel massiccio del Monte Capanne. È la chiesa ubicata a maggiore altitudine dell'isola (676 m). Della struttura, trasformata nel tempo in recinto per capre (caprile), rimangono il perimetro murario e la curvatura absidale. Essa è in diretto rapporto visivo con la chiesa di San Bartolomeo.
L'intitolazione a San Frediano, protettore dell'agricoltura, fu verosimilmente dovuta alle antiche coltivazioni di grano marzolino nel pianoro (Piane di San Frediano) su cui sorse la chiesa; è altresì l'edificio dedicato a Frediano posto più a sud della Toscana, e il cui culto potrebbe essersi sviluppato sul finire dell'VIII secolo, in età longobarda, ad opera dei vescovi lucchesi Peradeo, Giovanni e Iacopo.